# Stará Role
Stará Role (německy Altrohlau) je jednou z patnácti částí statutárního města Karlovy Vary. Nachází se v severozápadní části města podél řeky Rolavy.

## Historie
První písemná zmínka pochází z roku 1422, ale lze se domnívat, že Stará Role byla založena mnohem dříve, neboť roku 1293 se zmiňuje Nová Role. Název obce byl patrně odvozen od řeky Rolavy. Po roce 1562 zde stála tvrz, jejíž přesné místo neznáme. Byla však zničena během třicetileté války.

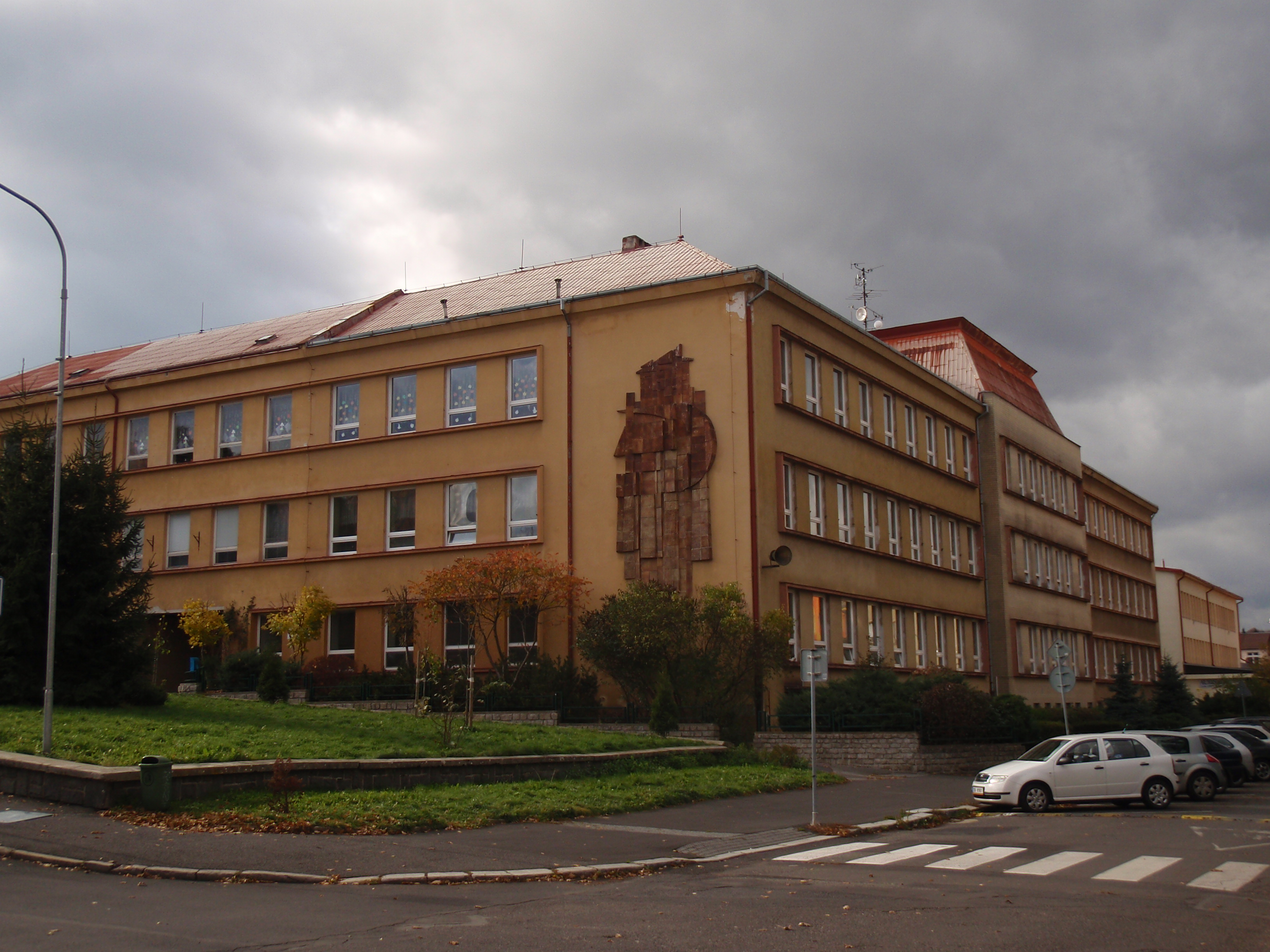
Základní škola Stará Role

V roce 1814 zde byla založena továrna na kameninu a později i na porcelán, jehož tradice se drží dodnes. Právě v první polovině 19. století se rozrostl počet obyvatel i počet domů. Pro svůj celkový význam se roku 1926 stala Stará Role městem a tento titul si podržela až do sloučení s Karlovými Vary dne 1. ledna 1976.
Během první poloviny 20. století se počet obyvatel zosminásobil a bylo nutno vybudovat nové byty. V 60. letech se začalo budovat sídliště Stará Role, které dotváří dnešní podobu městské čtvrti.

## Přírodní poměry
Stará Role se nachází v prostoru severozápadního okraje města Karlovy Vary, vymezeném železniční tratí Cheb – Karlovy Vary, částečně řekou Rolavou a severozápadní hranicí katastrálního území města Karlovy Vary. Průměrná nadmořská výška se pohybuje kolem 392 metrů a rozloha je 529 hektarů.
Stará Role se nachází v oblasti tzv. Podkrušnohorského prolomu, který se několik kilometrů odtud začíná zdvihat k hřebenům Krušných hor. Povrch je určen údolím řeky Rolavy a celkově není výrazněji členitý. Nejvyššími vrcholy místní části jsou Bažantí vrch (417 metrů) a Kukačka (438 metrů)
Vodstvo je zastoupeno jedině řekou Rolavou, která v sousední místní části Rybáře ústí do Ohře, a rybníkem u železniční stanice. Na říčním kilometru 3,75 je malá vodní elektrárna a hlásný profil.

## Obyvatelstvo
Při sčítání lidu v roce 1921 ve městě žilo 6 683 obyvatel (z toho 3 159 mužů), z nichž bylo 56 Čechoslováků, 6 488 Němců, pět Židů a 134 cizinců. Převažovala římskokatolická většina (6 471 osob), evangelíků bylo 160, židů devatenáct, jeden člověk se hlásil k nezjišťovaným církvím a 32 lidí bylo bez vyznání. Podle sčítání lidu z roku 1930 měla Stará Role 7 660 obyvatel: 108 Čechoslováků, 7 392 Němců, jedenáct Židů, čtyři příslušníky jiné národnosti a 145 cizinců. Stále převažovala římskokatolická většina a počet lidí bez vyznání vzrostl na 527. Kromě nich ve městě žilo sedm členů církve československé, 27 židů a osm příslušníků nezjišťovaných církví.
K 1. březnu 2001 žilo ve Staré Roli 8 139 obyvatel (SLDB 2001), což je asi 15,26 % z celkového počtu obyvatel města Karlovy Vary. Své sídlo zde mají tři církve: římskokatolická (ŘKF Stará Role), baptistická – BJB Karlovy Vary a Svědkové Jehovovi.
| Rok            | 1869  | 1880  | 1890  | 1900  | 1910  | 1921  | 1930  | 1950  | 1961  | 1970  | 1980  | 1991  | 2001  | 2011  |
| -------------- | ----- | ----- | ----- | ----- | ----- | ----- | ----- | ----- | ----- | ----- | ----- | ----- | ----- | ----- |
| Počet obyvatel | 1 331 | 2 029 | 3 346 | 5 358 | 7 058 | 6 683 | 7 660 | 3 946 | 4 896 | 7 018 | 9 818 | 8 639 | 8 139 | 8 096 |
| Počet domů     | 104   | 161   | 206   | 284   | 346   | 368   | 519   | 550   | 612   | 572   | 621   | 644   | 677   | 772   |

## Obecní správa
V letech 1961–1975 k městu patřily Počerny.

## Průmysl

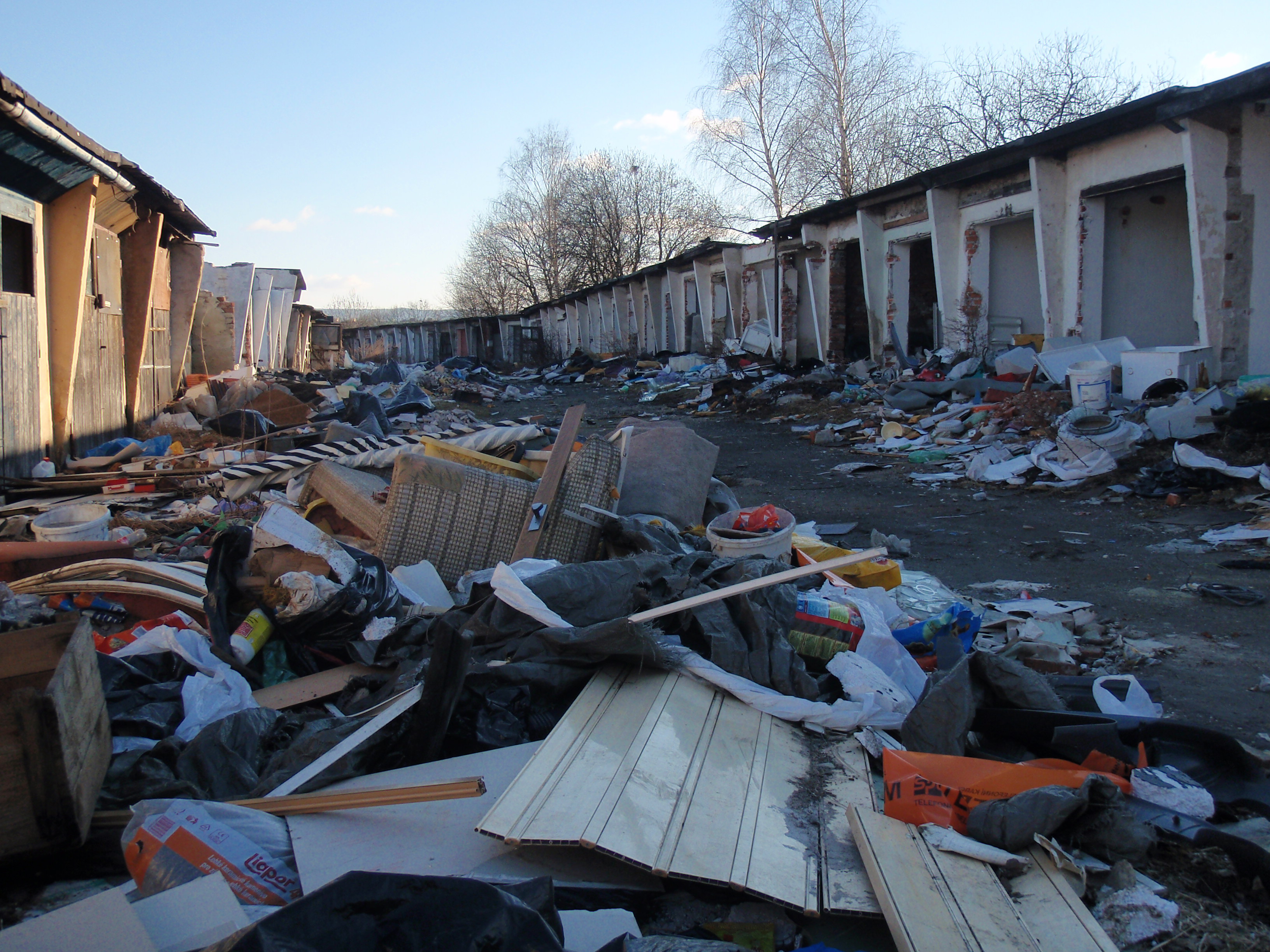
Garáže v Jabloňové ulici

Ve Staré Roli se nachází jedna z nejstarších porcelánek v zemi. Byla založena roku 1814 jako továrna na kameninu a až od roku 1838 se zde vyrábí porcelán. Slavná porcelánka fungovala až do roku 2018, na jehož konci byl jednatelem společnosti Bohemia porcelán Moritz Zdekauer 1810 podán návrh na insolvenci. Porcelán ve Staré Roli vyráběly také společnosti Victoria a Oscar & Edgar Gutherz. Jiné odvětví průmyslu nemá nadregionální význam. V minulosti se však severně od města těžilo hnědé uhlí ve dvou dolech (Ella, Václav-Vilém).
V severní části Staré Role jsou garáže (Jabloňová ulice), které jsou umístěny na ploše bývalé skládky komunálního odpadu. V prostoru garáží se dříve těžilo povrchově uhlí. Skládka vznikla jako rekultivace zbytkové jámy po těžbě. Momentálně město plánuje zbourání problematické lokality kde je potíž s kriminalitou a plánuje výstavbu drobné průmyslové výroby.

## Doprava

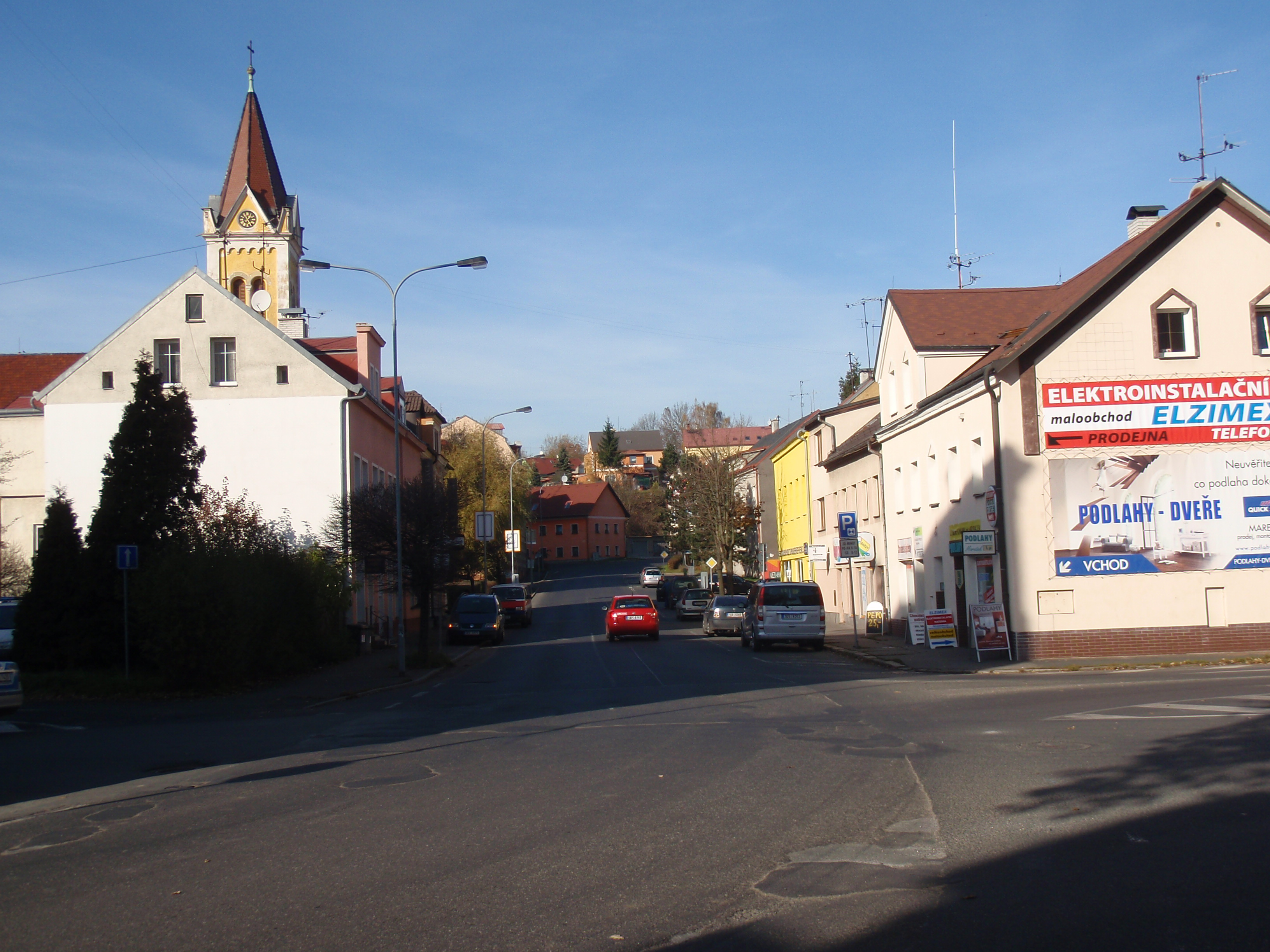
Křižovatka (silnice II/220)

### Silniční
Na katastru místní části se nachází pouze silnice II. a III. třídy, přičemž klíčovou roli hraje silnice II/22, z Karlových Varů do Nejdku. V roce 2008 byl dokončen průtah Karlovými Vary (součást dálnice D6), napojení na tento silniční uzel zajišťuje mimoúrovňová křižovatka a ulice Frimlova.
Městská hromadná doprava je zajišťována Dopravním podnikem Karlovy Vary již od roku 1955, v současnosti v rozsahu čtyř denních (3, 9, 13 a 15) a jedné noční linky (51). Vedle MHD skrz Starou Roli vedou i linky meziměstské dopravy, směřující do Chodova, Nejdku a Nové Role.
Místní částí prochází cyklostezka Rolava z Nové Role ve směru do Rybář.

### Železniční
Podél řeky Rolavy vede železniční trať Karlovy Vary – Johanngeorgenstadt se stanicí Stará Role. Za přejezdem u porcelánky odbočovala ze širé trati do roku 2010 vlečka do této továrny.

## Společnost
Ve Staré Roli stojí lidový dům, který poskytuje možnost pořádat plesy, koncerty, výstavy a vernisáže.

## Školství
Ve čtvrti jsou tři mateřské školky, dvě základní školy, pomocná škola, jedna základní umělecká škola (hudební) a střední odborné učiliště keramické.

## Pamětihodnosti

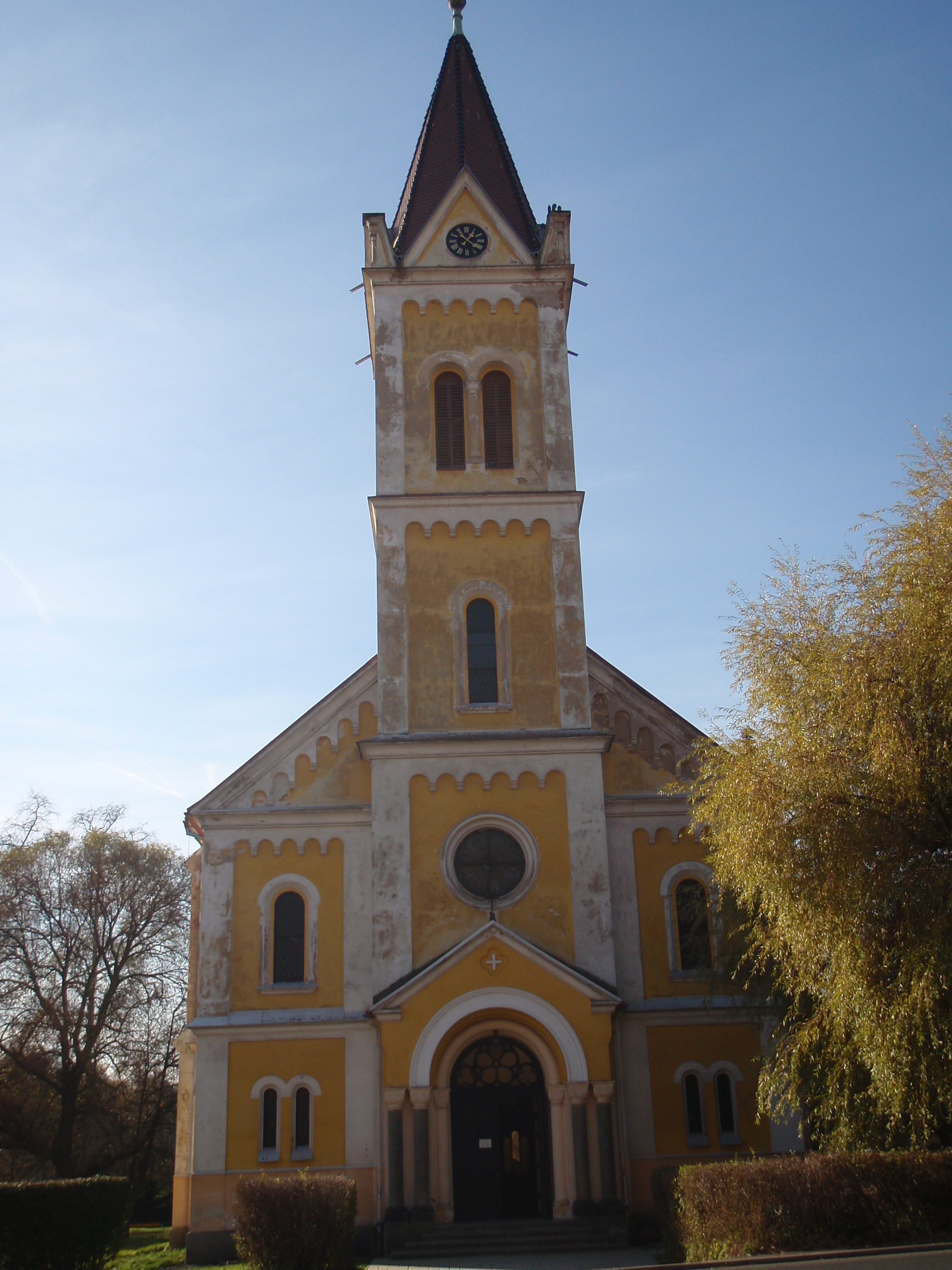
Kostel Nanebevstoupení Páně

kostel Nanebevstoupení Páně byl postaven v novorománském stylu před rokem 1909 na místě starší kaple z roku 1823. V katastru obce se nachází také jeden z karlovarských římskokatolických hřbitovů.
Na území Staré Role se nacházejí dva středovlnné vysílače o výšce 107,5 metru a menší pak 47 metrů. Nižší z vysílačů byl využíván pro rušení vysílání západních rozhlasových stanic. Vysílání stanice ČRo Dvojka bylo ukončeno na konci roku 2021.

## Osobnosti
- K dětství prožitému ve Staré Roli se v rozhovorech i ve svých textech často hlásí fejetonista Rudolf Křesťan.
- Ve Staré Roli působil sci-fi spisovatel Jiří Dostál.
- Ve Staré Roli se narodil německý sociální vědec a vysokoškolský pedagog Renate Rott.
- Ve Staré Roli působil farář Georg Stegmann.
- Ve Staré Roli se narodil brankář Tomáš Vokoun.
- Ve Staré Roli vyrůstal znamý český raper Yzomandias
- Ve Staré Roli žije bývalý hráč 1. Ligy ve fotbale Karel Tichota[zdroj⁠?!]